# Silver Lining
«Silver Lining» es una canción de la banda estadounidense de rock Player, involucrada con la música disco, publicada en 1978 a través de RSO Records. Un año después se editaron otras versiones en países como Japón por medio de Philips Records.
Es la segunda parte del disco Danger Zone, la escribió Peter Beckett y ocupó el puesto número 62 en los Estados Unidos por 6 semanas.

## Posiciones
| Lista (1978)      | Máxima posición |
| ----------------- | --------------- |
| Billboard Hot 100 | 62              |
| Lista (1979)      | Máxima posición |
| Canada RPM        | 83              |

## Formación
- Peter Beckett — voz principal, guitarra
- Ronn Moss — bajo, coro
- J.C. Crowley — teclado, coro
- John Friesen — batería, percusión
- Wayne Cook — teclado, sintetizadores